# WC-Ente

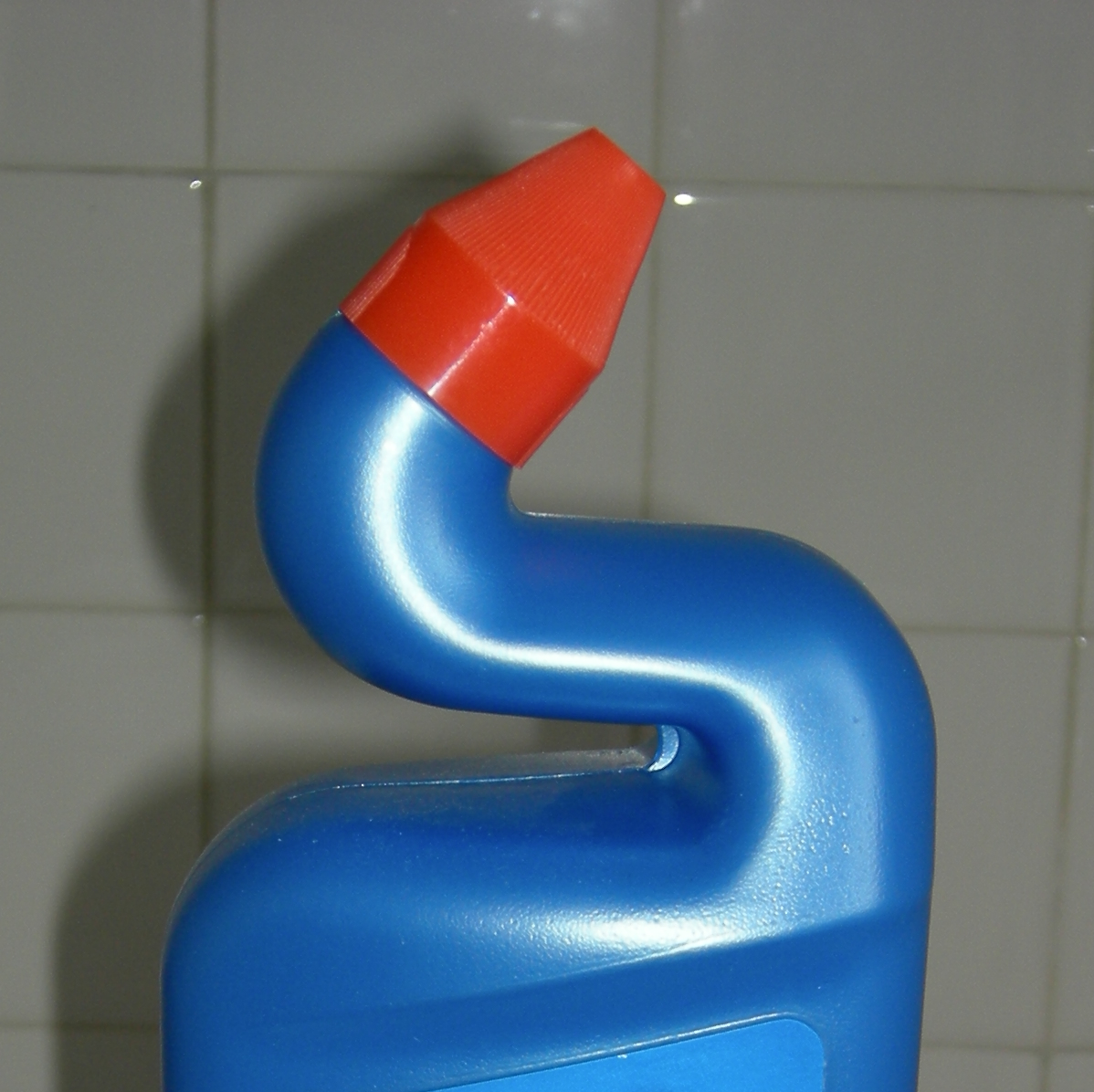
Oberteil einer „WC-Ente“-Flasche

WC-Ente ist der Produktname eines Toilettenreinigers des US-amerikanischen Reinigungsmittelherstellers S. C. Johnson & Son. Das wesentliche Charakteristikum der WC-Ente ist der gebogene Flaschenhals, mit dessen Hilfe der Anwender die Reinigungsflüssigkeit leichter unter dem Rand der Toilette aufbringen können soll.

## Geschichte
Erfunden wurde die WC-Ente von der Schweizer Firma Düring AG. Die Form ließ der damalige Geschäftsführer der Düring AG, der Drogist Walter Düring, 1980 nach einem Holzprototypen patentieren. Gemeinsam mit seiner Frau Vera Düring brachte er das Produkt anschließend zur Serienreife. Der Patentschutz lief im Jahr 2000 ab. In der Schweiz betrug der Marktanteil 40 %. Das Produkt wird in 12 Ländern hergestellt und in 100 Ländern verkauft. Der Produktname WC-Ente wurde dabei in die jeweilige Landessprache übersetzt. Den Vertrieb für Deutschland übernahm bis 2010 der Henkel-Konzern, Lizenzinhaber zur Herstellung und zum Vertrieb des Produkts auf dem US-amerikanischen Markt unter dem Namen Toilet Duck ist die Firma S. C. Johnson & Son. Ab 1. Januar 2010 hat die Firma S. C. Johnson & Son auch die Herstellung und den Vertrieb für den deutschen Markt übernommen und dem Henkel-Konzern die Lizenz hierfür abgekauft. Der aus dem Verkauf der WC Ente von der SC Johnson erzielte Umsatz betrug im Jahr 2010 in Deutschland 15 Mio. Euro.

## Tests
In einem Test der schweizerischen Verbraucherzeitschrift  K-Tipp, Ausgabe 16/2012, erreichte die WC-Ente aufgrund mangelhafter Entkalkungswirkung das Test-Urteil „ungenügend“.
Ein weiterer Test zeigt quartäre Ammoniumverbindungen in der WC-Ente, welche die Umwelt schädigen können. Auch von daher wird empfohlen, das Produkt nicht zu verwenden.